# تشرنووتشک
تشرنووتشک (به چکی: Černouček) یک منطقهٔ مسکونی در جمهوری چک است که در ناحیه لیتومیریتسه واقع شده‌است. تشرنووتشک ۳٫۷۱ کیلومتر مربع مساحت و ۲۷۲ نفر جمعیت دارد و ۲۴۵ متر بالاتر از سطح دریا واقع شده‌است.